# Njikoka
Njikoka è una delle ventuno aree di governo locale (local government areas) appartenente allo stato di Anambra, in Nigeria.